# Камбурцано
Камбурцано (итал. Camburzano) — коммуна в Италии, располагается в регионе Пьемонт, в провинции Бьелла.
Население составляет 1238 человек (2008 г.), плотность населения составляет 395 чел./км². Занимает площадь 3 км². Почтовый индекс — 13891. Телефонный код — 015.
Покровителем коммуны почитается святитель Мартин Турский, празднование 11 ноября.
- Приходская церковь Святого Мартина

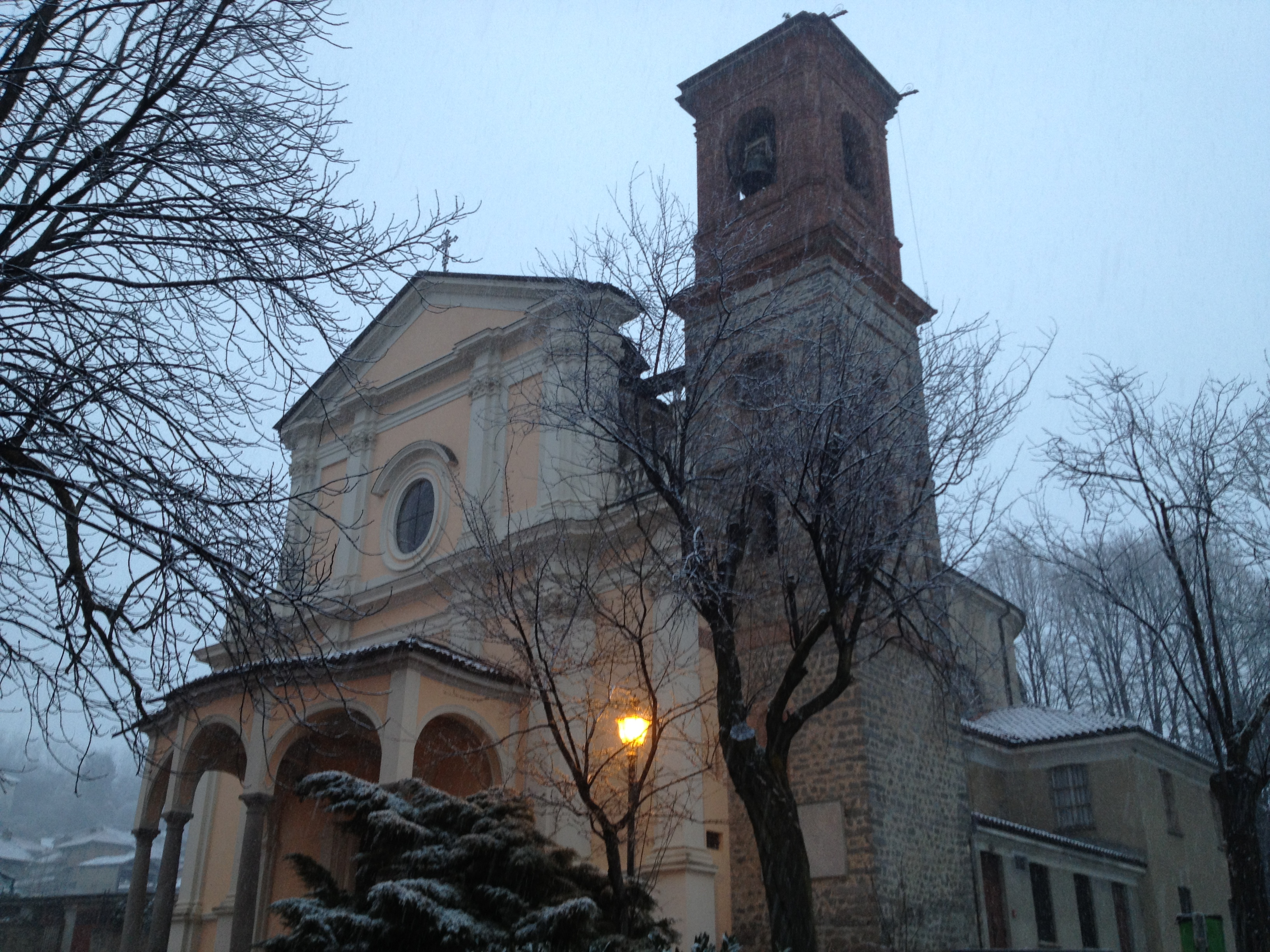
Приходской храм святителя Мартина
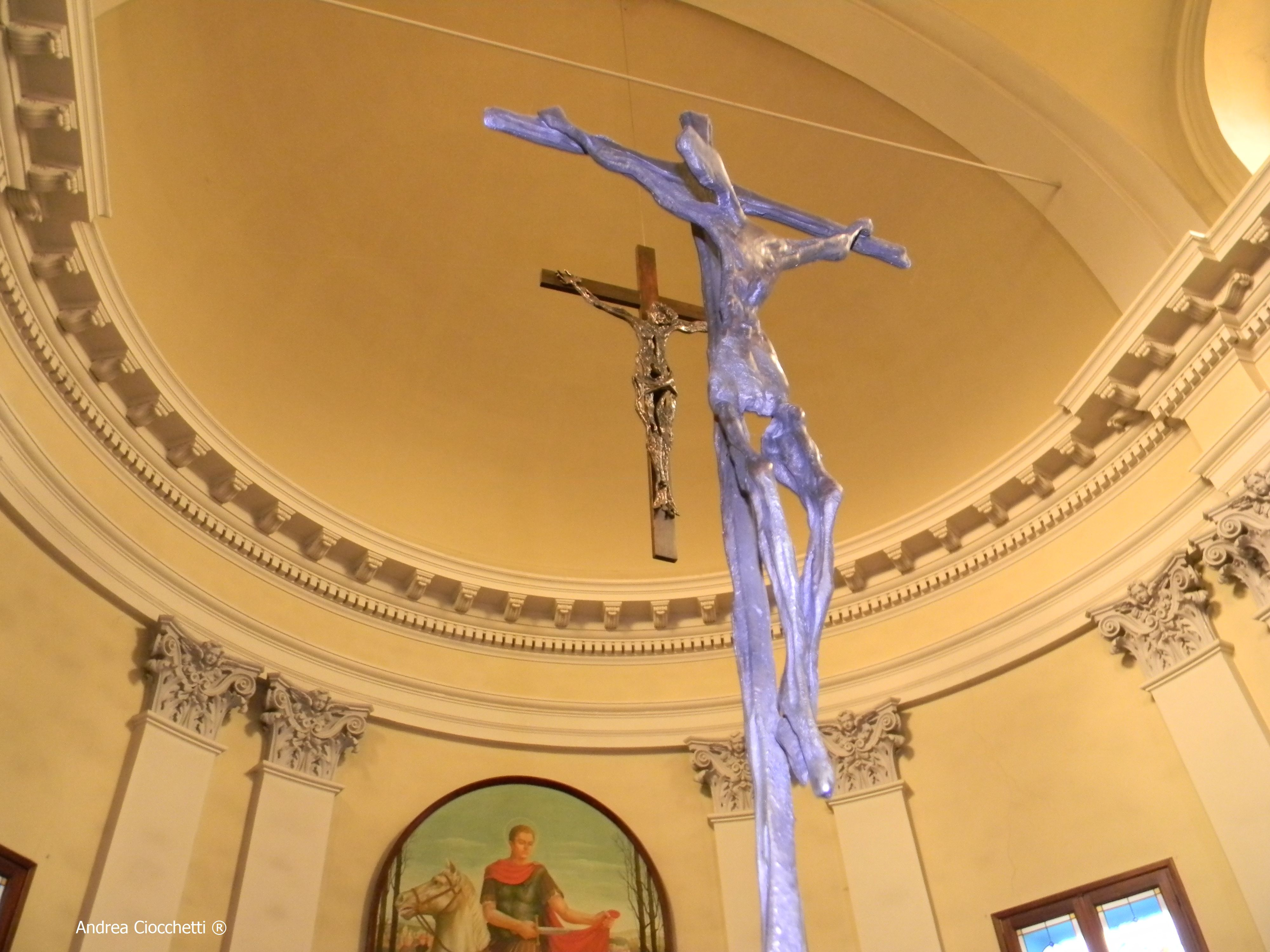
Внутреннее убранство, работы  Biancardi
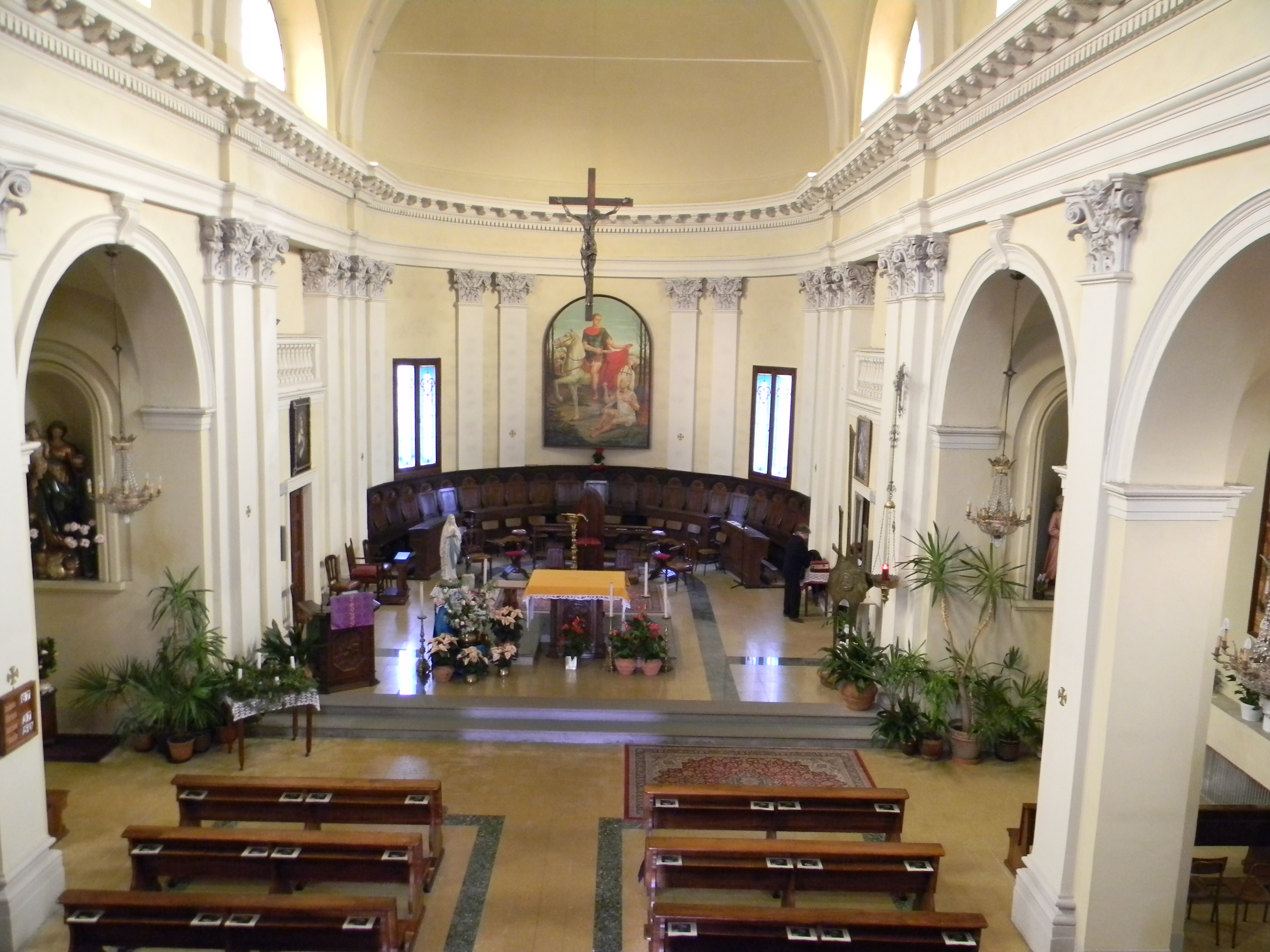
Внутреннее убранство

- Санктуарий Пресвятой Богородицы (Madonna delle Grazie)

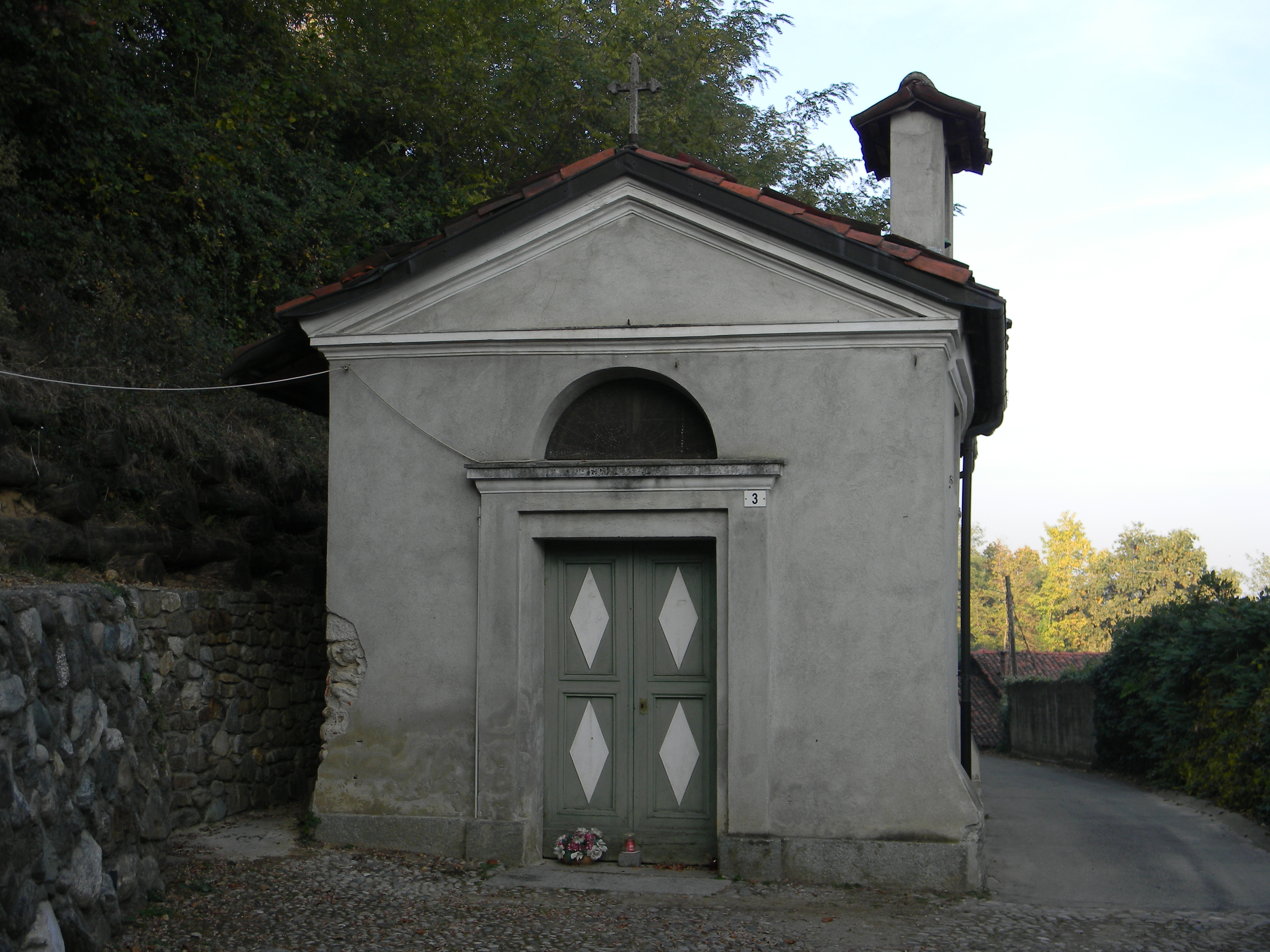
Санктуарий Пресвятой Богородицы
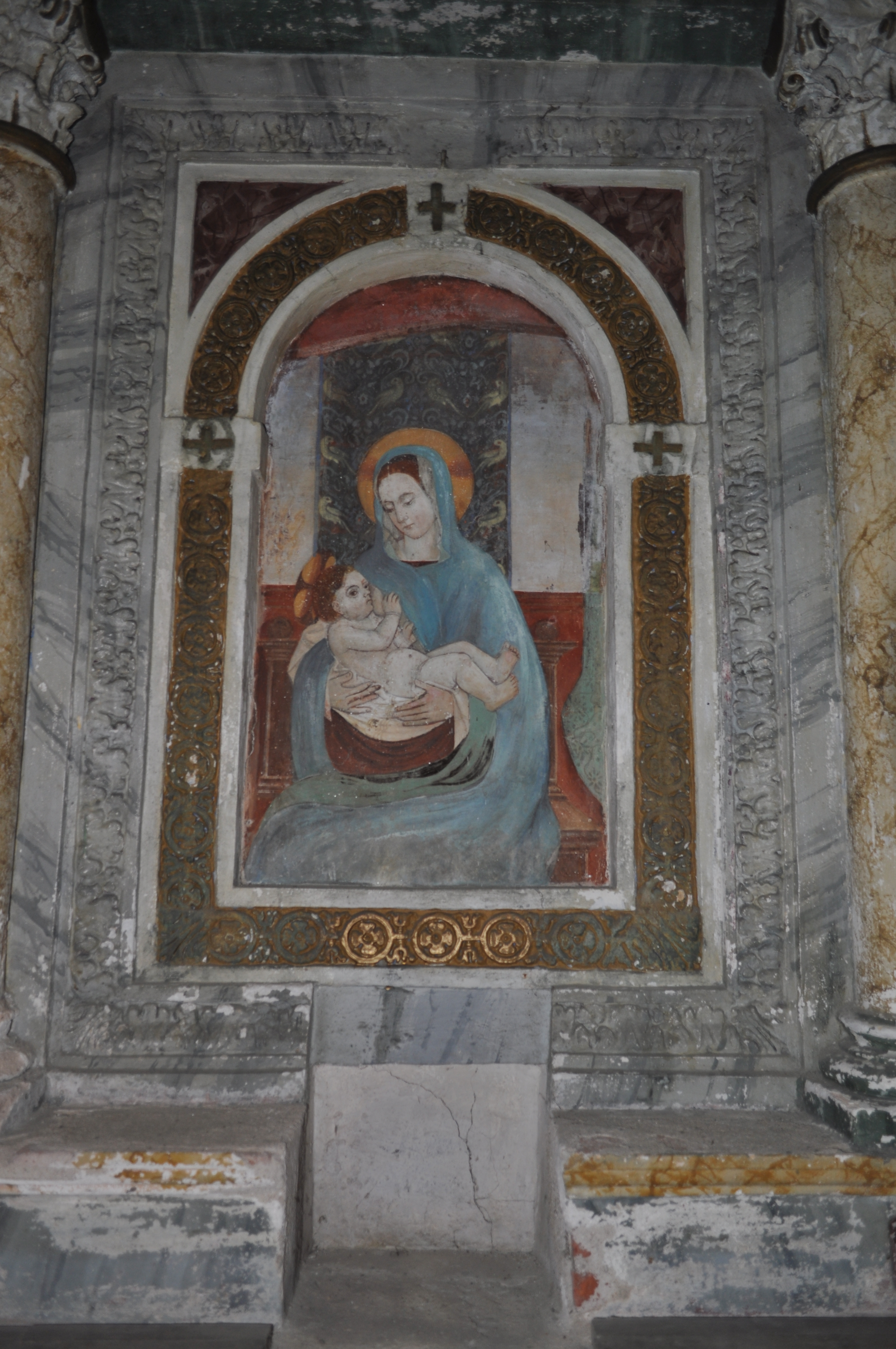
Фреска
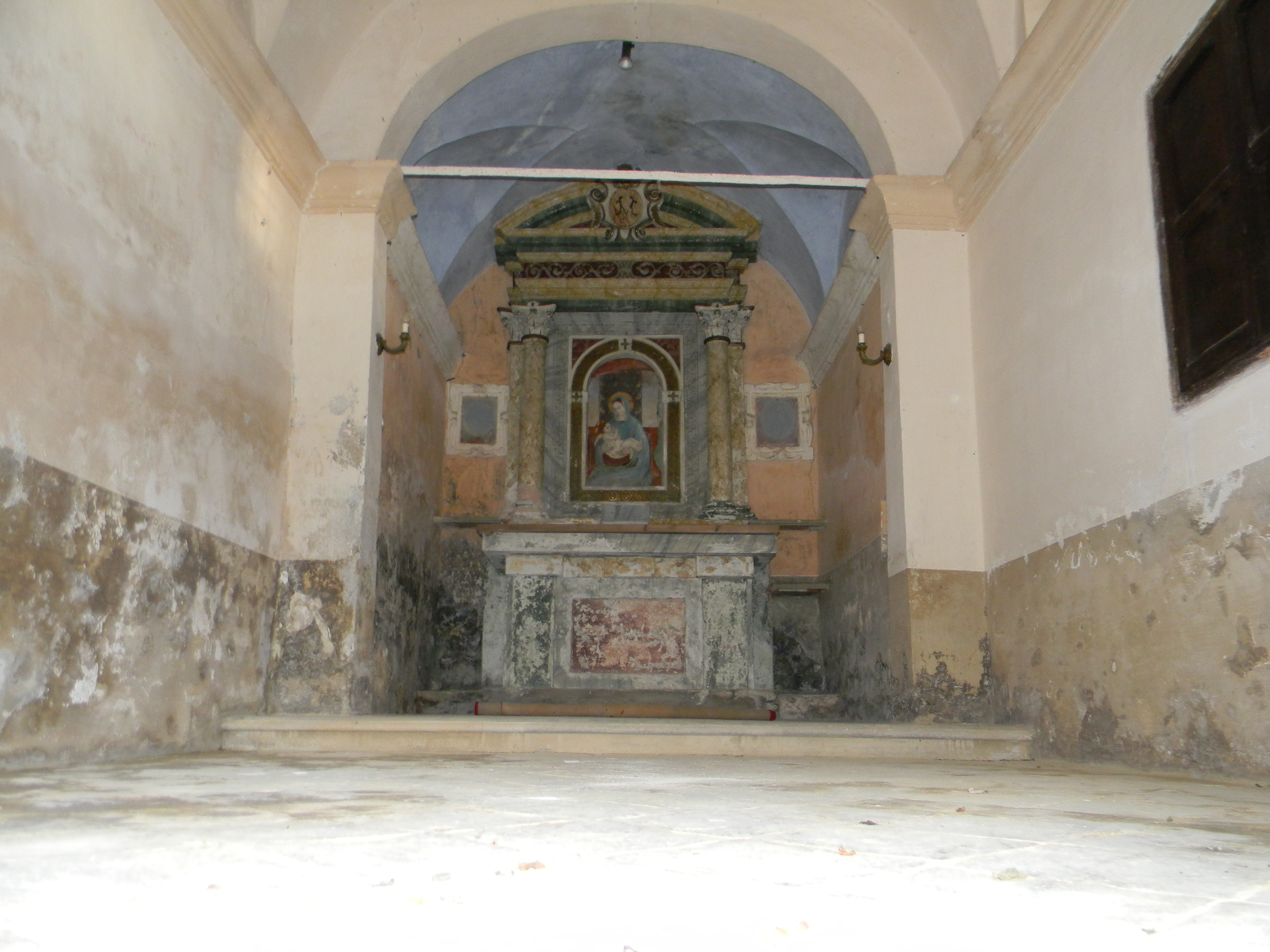
Внутреннее убранство

## Демография
Динамика населения:

## Администрация коммуны
- Официальный сайт: http://www.comune.camburzano.bi.it/